# IELTS

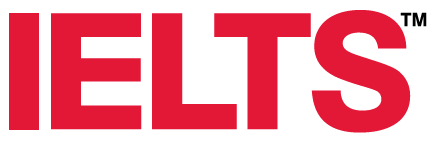
Logotipo del IELTS.

El IELTS o International English Language Testing System (Sistema Internacional de Prueba del Idioma Inglés) es el examen de idioma inglés más utilizado en el mundo para migración y educación superior para los hablantes de inglés no nativos. Fue creado en 1989 y pertenece conjuntamente a la Universidad de Cambridge (Cambridge Assessment English), al British Council y al IDP: IELTS Australia.
IELTS es aceptado por la mayoría de las instituciones académicas de Australia, Gran Bretaña, Canadá, Europa, Irlanda y Nueva Zelanda, por más de 3.000 instituciones académicas de Estados Unidos y por varias organizaciones profesionales en todo el mundo.
IELTS es una de las principales pruebas de idioma inglés en el mundo junto con TOEFL, TOEIC, PTE: A y OPI/OPIc .
IELTS es la única prueba segura de idioma inglés aprobada por UK Visas and Immigration (UKVI) para clientes que solicitan visas tanto dentro como fuera del Reino Unido. También cumple con los requisitos de inmigración a Australia, donde también se aceptan el Examen de Inglés como Lengua Extranjera (TOEFL) y el Examen Pearson de Inglés Académico y Nueva Zelanda. En Canadá, IELTS, TEF o CELPIP son aceptados por la autoridad de inmigración. 
No se requiere puntaje mínimo para aprobar el examen. Se emite un resultado IELTS o un formulario de informe de prueba para todos los examinados con una puntuación de "banda 1" ("no usuario") a "banda 9" ("usuario experto") y cada institución establece un umbral diferente. También hay un puntaje de "banda 0" para aquellos que no intentaron la prueba. Se aconseja a las instituciones que no consideren válido un informe de más de dos años, a menos que el usuario demuestre que ha trabajado para mantener su nivel.

## Historia
El Servicio de Evaluación del Idioma Inglés (IELTS), como se lo conocía entonces, fue lanzado en 1980 por Cambridge English Language Assessment (entonces conocido como UCLES) y el British Council. Tenía un formato innovador que reflejaba los cambios en el aprendizaje y la enseñanza de idiomas, incluido el crecimiento del aprendizaje de idiomas "comunicativo" y del "inglés para fines específicos". Las tareas de prueba estaban destinadas a reflejar el uso del lenguaje en el "mundo real".
Durante la década de 1980, el número de personas que tomaron el examen fue bajo (4,000 en 1981 aumentó a 10,000 en 1985) y hubo dificultades prácticas para administrar el examen. Como resultado, el Proyecto de Revisión IELTS se creó para supervisar el rediseño de la prueba. Para tener una participación internacional en el rediseño, el Programa de Desarrollo Internacional de Universidades y Colegios de Australia (IDP), ahora conocido como IDP: IELTS Australia, se unió a Cambridge English Language Assessment y al British Council para formar la asociación internacional IELTS que entrega el examen. Esta asociación internacional se reflejó en el nuevo nombre de la prueba: El Sistema Internacional de Pruebas del Idioma Inglés (IELTS).
IELTS entró en funcionamiento en 1989. Los examinados tomaron dos módulos no especializados, Listening and Speaking, y dos módulos especializados, Reading and Writing. El número de examinados aumentó en aproximadamente un 15% por año y en 1995 había 43,000 examinados en 210 centros de exámenes en todo el mundo.
IELTS fue revisado nuevamente en 1995, con tres cambios principales:
- Había UN Módulo de Lectura Académica y UN Módulo de Escritura Académica (anteriormente había una opción de tres módulos de Lectura y Escritura específicos para cada campo).
- Se eliminó el vínculo temático entre las tareas de lectura y escritura para evitar confundir la evaluación de la capacidad de lectura y escritura.
- Los módulos de Lectura y Escritura de Capacitación General se alinearon con los módulos de Lectura y Escritura Académica (mismo tiempo, duración de las respuestas, informes de puntajes).

Otras revisiones comenzaron a funcionar en 2001 (prueba de expresión oral revisada) y 2005 (nuevos criterios de evaluación para la prueba de escritura).

## Características
IELTS Academic y IELTS General Training están diseñados para cubrir el rango completo de habilidades, desde usuarios no expertos hasta usuarios expertos. La versión académica es para los examinados que desean estudiar a nivel terciario en un país de habla inglesa o buscan un registro profesional. La versión de capacitación general es para los examinados que desean trabajar, capacitarse, estudiar en una escuela secundaria o migrar a un país de habla inglesa. 
La diferencia entre las versiones de formación académica y general es el contenido, el contexto y el propósito de las tareas. Todas las demás características, como la asignación de tiempos, la duración de las respuestas escritas y el informe de las puntuaciones son las mismas. 
IELTS Academic y General Training incorporan las siguientes características:
- IELTS evalúa la capacidad de escuchar, leer, escribir y hablar en inglés.
- El módulo de habla es un componente clave de IELTS. Se lleva a cabo en forma de una entrevista individual con un examinador. El examinador evalúa al examinado mientras habla. La sesión de oratoria también se graba para monitorear y volver a marcar en caso de una apelación contra el puntaje otorgado.
- Se ha presentado una variedad de acentos y estilos de escritura en los materiales de prueba para minimizar el sesgo lingüístico. Los acentos en la sección de escucha son generalmente 80% británicos, australianos, neozelandeses y 20% otros (principalmente estadounidenses).
- IELTS es desarrollado por expertos en Cambridge English Language Assessment con aportes de escritores de artículos de todo el mundo. Los equipos están ubicados en los Estados Unidos, Gran Bretaña, Australia, Nueva Zelanda, Canadá y otras naciones de habla inglesa.
- Los puntajes de banda se usan para cada sub-habilidad del idioma (comprensión auditiva, lectura, escritura y expresión oral). La escala de banda varía de 0 ("No intentó la prueba") a 9 ("Usuario experto").

## Estructura

### Módulos
Hay dos módulos del IELTS:
- Módulo Académico y
- Módulo de entrenamiento general

También hay una prueba separada ofrecida por los socios de prueba IELTS, llamada IELTS Life Skills:
- IELTS Academic está destinado a aquellos que desean inscribirse en universidades y otras instituciones de educación superior y a profesionales como médicos y enfermeras que desean estudiar o practicar en un país de habla inglesa.
- IELTS General Training está destinado a aquellos que planean realizar una capacitación no académica o para adquirir experiencia laboral, o con fines de inmigración.
- IELTS Life Skills está destinado a aquellos que necesitan demostrar sus habilidades para hablar y escuchar en inglés en los niveles A1 o B1 del Marco Común Europeo de Referencia para las Lenguas (MCER) y se puede utilizar para solicitar una visa de 'familia de una persona establecida', indefinida licencia para permanecer o ciudadanía en el Reino Unido. [9]

### Las cuatro partes de la prueba IELTS
- Audición: 30 minutos (más 10 minutos de tiempo de transferencia) [10]
- Lectura: 60 minutos.
- Escritura: 60 minutos.
- Hablado: 11–14 minutos

El tiempo total de la prueba es: 2 horas y 45 minutos . 
Escuchar, leer y escribir se completan en una sola sesión. La prueba de expresión oral se puede tomar el mismo día o hasta siete días antes o después de las otras pruebas.
Todos los examinados toman los mismos exámenes de comprensión auditiva y expresión oral, mientras que los exámenes de lectura y escritura difieren dependiendo de si el examinado está tomando las versiones académicas o de capacitación general de la prueba.

#### Audición
El módulo consta de cuatro secciones con diez preguntas en cada sección. Lleva 40 minutos: 30 para la prueba, más 10 para transferir las respuestas a una hoja de respuestas. 
Las secciones 1 y 2 son sobre cada día, situaciones sociales.
- La Sección 1 tiene una conversación entre dos oradores (por ejemplo, una conversación sobre arreglos de viaje).
- La Sección 2 tiene una persona que habla (por ejemplo, un discurso sobre instalaciones locales).

Las secciones 3 y 4 tratan sobre situaciones educativas y de capacitación.
- La sección 3 es una conversación entre dos oradores principales (por ejemplo, una discusión entre dos estudiantes universitarios, quizás guiada por un tutor).
- La Sección 4 tiene una persona que habla sobre un tema académico.

Cada sección comienza con una breve introducción que informa al examinado sobre la situación y los oradores. Luego tienen tiempo para revisar las preguntas. Las preguntas están en el mismo orden que la información en la grabación, por lo que la respuesta a la primera pregunta será antes de la respuesta a la segunda pregunta, y así sucesivamente. Las primeras tres secciones tienen un descanso en el medio que permite a los examinados mirar las preguntas restantes. Cada sección se escucha solo una vez.
Al final de la prueba, los estudiantes tienen 10 minutos para transferir sus respuestas a una hoja de respuestas. Los examinados perderán marcas por ortografía y gramática incorrecta. 

#### Lectura
El documento de lectura tiene tres secciones y textos con un total de 2,150-2,750 palabras. Habrá una variedad de tipos de preguntas, como preguntas de opción múltiple y de respuesta corta, información de identificación, identificación de opiniones del escritor, diagramas de etiquetado, completar un resumen usando palabras tomadas del texto e información / encabezados / características coincidentes en el texto / terminaciones de oraciones. Los examinados deben tener cuidado al escribir sus respuestas, ya que perderán puntos por ortografía y gramática incorrecta.
Textos en IELTS Academic
- Tres textos de lectura, que provienen de libros, diarios, revistas, periódicos y recursos en línea escritos para audiencias no especializadas. Todos los temas son de interés general para los estudiantes de pregrado o posgrado.[12]

Textos en el entrenamiento general de IELTS
- La Sección 1 contiene dos o tres textos cortos o varios textos más cortos, que tratan temas cotidianos. Por ejemplo, horarios o avisos: cosas que una persona necesitaría comprender cuando vive en un país de habla inglesa.
- La Sección 2 contiene dos textos que tratan sobre el trabajo, por ejemplo, descripciones de trabajo, contratos, materiales de capacitación.
- La Sección 3 contiene un texto largo sobre un tema de interés general. El texto es generalmente descriptivo, más largo y más complejo que los textos de las Secciones 1 y 2. El texto se tomará de un periódico, revista, libro o recurso en línea. [13]

#### Escritura
El documento de escritura tiene dos tareas que deben completarse. En la tarea 1, los examinados escriben al menos 150 palabras en aproximadamente 20 minutos. En la tarea 2, los examinados escriben al menos 250 palabras en aproximadamente 40 minutos. Los examinados serán penalizados si su respuesta es demasiado corta o no se relaciona con el tema. Las respuestas deben escribirse en oraciones completas (los examinados no deben usar notas o puntos).
IELTS Academic
- Tarea 1: los examinados describen un gráfico, tabla, mapa, proceso, gráfico circular o diagrama en sus propias palabras.
- Tarea 2: los examinados discuten un punto de vista, argumento o problema. Dependiendo de la tarea, se puede requerir que los examinados presenten una solución a un problema, presenten y justifiquen una opinión, comparen y contrasten evidencia, opiniones e implicaciones, y evalúen y cuestionen ideas, evidencia o un argumento.

Entrenamiento general de IELTS
- Tarea 1: los examinados escriben una carta en respuesta a una determinada situación cotidiana. Por ejemplo, escribir a un oficial de alojamiento sobre problemas con su alojamiento, escribir a un nuevo empleador sobre problemas para administrar su tiempo, escribir a un periódico local sobre un plan para desarrollar un aeropuerto local.[14]
- Tarea 2: los examinados escriben un ensayo sobre un tema de interés general. Por ejemplo, si se debe prohibir fumar en lugares públicos, si las actividades de ocio de los niños deben ser educativas, cómo se pueden resolver los problemas ambientales. [15]

#### Hablado
La prueba de expresión oral es una entrevista cara a cara entre el examinado y el examinador.
El examen de conversación contiene tres secciones.
- Sección 1: introducción y entrevista (4–5 minutos). A los examinados se les puede preguntar acerca de su hogar, familia, trabajo, estudios, pasatiempos, intereses, razones para tomar el examen IELTS y otros temas generales como ropa, tiempo libre, computadoras e Internet.
- Sección 2: giro largo (3–4 minutos). Los examinados reciben una tarjeta de tareas sobre un tema particular. Los examinados tienen un minuto para prepararse para hablar sobre este tema. La tarjeta de tareas establece los puntos que deben incluirse en la charla y un aspecto del tema que debe explicarse durante la charla. Luego se espera que los examinados hablen sobre el tema durante 2 minutos, después de lo cual el examinador puede hacer una o dos preguntas.
- Sección 3: debates (4–5 minutos). La tercera sección involucra una discusión entre el examinador y el examinado, generalmente sobre preguntas relacionadas con el tema del que ya han hablado en la Sección 2.

Los simuladores en línea como SpeakingIELTS permiten a los alumnos practicar para el examen de expresión oral.

## Puntuación
Los examinados reciben un puntaje por cada componente del examen: comprensión auditiva, lectura, escritura y expresión oral. Los puntajes individuales se promedian y redondean para producir un puntaje general de banda.
IELTS se califica en una escala de nueve bandas, y cada banda corresponde a una competencia específica en inglés. Los puntajes generales de la banda se informan a la media banda más cercana.
Se aplica la siguiente convención de redondeo: si el promedio de las cuatro habilidades termina en .25, se redondea a la siguiente media banda, y si termina en .75, se redondea a la siguiente banda entera.
Las nueve bandas se describen a continuación:
| 9   | Usuario experto                 | Tiene un dominio operativo completo del idioma: apropiado, preciso y fluido con una comprensión completa. |
| 8   | Muy buen usuario                | Tiene un dominio completamente operativo del idioma con solo imprecisiones e impropiedades no sistemáticas ocasionales. Los malentendidos pueden ocurrir en situaciones desconocidas. Maneja bien la argumentación detallada compleja.                 |
| 7 7 | Buen usuario                    | Tiene un dominio operativo del lenguaje, aunque con imprecisiones ocasionales, inadecuación y malentendidos en algunas situaciones. Generalmente maneja bien el lenguaje complejo y entiende el razonamiento detallado.                                |
| 6 6 | Usuario competente              | Tiene un dominio generalmente efectivo del idioma a pesar de algunas imprecisiones, impropiedades y malentendidos. Puede usar y comprender un lenguaje bastante complejo, particularmente en situaciones familiares.                                   |
| 5 5 | Usuario modesto                 | Tiene un dominio parcial del idioma, haciendo frente al significado general en la mayoría de las situaciones, aunque es probable que cometa muchos errores. Debe ser capaz de manejar la comunicación básica en el propio campo.                       |
| 4 4 | Usuario limitado                | La competencia básica se limita a situaciones familiares. Tiene problemas frecuentes de comprensión y expresión. No puede usar lenguaje complejo. |
| 3   | Usuario extremadamente limitado | Transmite y entiende solo el significado general en situaciones muy familiares. Se producen fallas frecuentes en la comunicación. |
| 2   | Usuario intermitente            | No es posible una comunicación real, excepto la información más básica usando palabras aisladas o fórmulas cortas en situaciones familiares y para satisfacer necesidades inmediatas. Tiene gran dificultad para entender el inglés hablado y escrito. |
| 1   | No usuario                      | Esencialmente no tiene la capacidad de usar el lenguaje más allá de unas pocas palabras aisladas. |
| 0 0 | No intenté la prueba            | No se proporciona información evaluable en absoluto. |

### IELTS y el MCER
| IELTS puntaje | Nivel MCER           |
| ------------- | -------------------- |
| 9.0           | C2                   |
| 8.5           | C2                   |
| 8.0           | C2                   |
| 7.5           | C1                   |
| 7.0           | C1                   |
| 6.5           | B2                   |
| 6.0           | B2                   |
| 5.5           | B2                   |
| 5.0           | B1                   |
| 4.5 4.5       | B1                   |
| 4.0 4.0       | B1                   |
| 3.5           | N / A                |
| 3.0           | N / A                |
| 2.5           | N / A                |
| 2,0           | N / A                |
| 1,5           | N / A                |
| 1.0           | N / A                |
| 0.5 0.5       | No intenté la prueba |
| 0.0           | No intenté la prueba |

## Tabla de conversión
Esta tabla se puede utilizar para convertir puntajes brutos (de 40) en puntajes de banda (de 9). Esto ayuda a los examinados a comprender cuántas respuestas correctas necesitan para lograr un puntaje de banda en particular. Este cuadro es solo una guía porque a veces los puntajes se ajustan ligeramente según la dificultad del examen . 
| Puntaje                             | 9.0 | 8.5 | 8.0 | 7.5 | 7.0 | 6.5 | 6.0 | 5.5 | 5.0 | 4.5 4.5 | 4.0 4.0 | 3.5 | 3.0 | 2.5 | 2,0 | 1,5 | 1.0 | 0.0 | Puntaje                             |
| ----------------------------------- | --- | --- | --- | --- | --- | --- | --- | --- | --- | ------- | ------- | --- | --- | --- | --- | --- | --- | --- | ----------------------------------- |
| Puntaje bruto de escucha (de 40)    | 39  | 37  | 35  | 33  | 30  | 27  | 23  | 20  | 16  | 13      | 10      | 8   | 6 6 | 4 4 | 3   | 2   | 1   | 0 0 | Puntaje bruto de escucha (de 40)    |
| Lectura de puntaje bruto (A, de 40) | 39  | 37  | 35  | 33  | 30  | 27  | 23  | 20  | 16  | 13      | 10      | 8   | 6 6 | 4 4 | 3   | 2   | 1   | 0 0 | Lectura de puntaje bruto (A, de 40) |
| Lectura de puntaje bruto (G, de 40) | 40  | 39  | 38  | 36  | 34  | 32  | 30  | 27  | 23  | 19      | 15      | 12  | 9   | 6 6 | 5 5 | 3   | 2   | 0 0 | Lectura de puntaje bruto (G, de 40) |

## Resultados
Para una prueba entregada por computadora, los resultados se publican entre 5 y 7 días. Para una prueba en papel, se publica un formulario de informe de prueba para los examinados 13 días después de su prueba. Muestra:
- Un puntaje general de la banda (de 1-9)
- Una puntuación de banda (de 1 a 9) para cada sección de la prueba (comprensión auditiva, lectura, escritura y expresión oral)
- Si se completó la capacitación académica o general de IELTS
- La foto del examinado, la nacionalidad, el primer idioma y la fecha de nacimiento.

Los examinados reciben una copia de su formulario de informe de prueba, además de los examinados que están solicitando al Departamento de Ciudadanía e Inmigración de Canadá (CIC) o Visas e Inmigración del Reino Unido (UKVI) que reciben dos copias.
Los formularios de informe de prueba son válidos por dos años. 

## Tipos de IELTS
Los candidatos que postulan a visas en países de habla inglesa deberán acreditar su dominio del idioma inglés con los formatos IELTS ACADEMIC [AC] o IELTS GENERAL TRAINING [GT]. En el caso del Reino Unido [UK], algunas instituciones pueden solicitar los formatos IELTS AC o GT UKVI, o IELTS LIFESKILLS, con protocolos de seguridad específicos.
El módulo académico está generalmente indicado para las personas que van a cursar estudios universitarios o posgrados, y también es utilizado por muchos colegios oficiales y otros organismos profesionales como una prueba fiable de nivel de inglés.
El módulo general está indicado para personas que necesitan el inglés para motivos laborales o de inmigración.
Los formatos AC y GT están compuestos por 4 componentes: Listening (Audición), Reading (Lectura), Writing (Escritura) y Speaking (Oral). 
Todos los candidatos rinden la misma evaluación en Listening y Speaking, pero los componentes Reading y Writing varían dependiendo del formato, ya sea Academic o General Training, mientras que IELTS LIFESKILLS solo está compuesto por Listening y Speaking.

## Información general
El certificado IELTS está reconocido como requisito de admisión a estudios internacionales por parte de todas las universidades de Gran Bretaña, Australia y Nueva Zelanda, así como por muchas otras universidades de otros lugares del mundo, incluyendo varias universidades estadounidenses.  
Cada vez más compañías utilizan IELTS como herramienta de selección de personal. Tanto en Australia como en Nueva Zelanda se ha convertido en un requisito para solicitar la residencia o para trabajar. En el Reino Unido es requerido para profesiones como farmacéutico, médico, etc.
Es importante aclarar que IELTS está diseñado para evaluar el nivel de dominio en habilidades lingüísticas de los aspirantes en todos los niveles, y que por lo tanto, no se puede reprobar o aprobar. Los resultados del examen se expresan en una escala de niveles de dominio, que van del 0 (la mínima inferior) hasta el 9 (la más alta). Como todos los exámenes ESOL se recomienda su renovación cada dos años.